# Giovanni La Cecilia
Giovanni La Cecilia, conocido también, sobre todo en Francia, como Jean La Cecilia (Nápoles, 27 de septiembre de 1801–Nápoles, 8 de enero de 1880), fue un escritor, político, revolucionario e hispanista italiano.

## Biografía
Exponente de la Carbonería meridional, tomó parte en la revolución constitucional napolitana de 1820, lo que le costó su encarcelamiento. Desde 1827 se exilió a Livorno, donde colaboró con Francesco Domenico Guerrazzi y publicó, en 1828 su primera novela histórica, Los sammnitas / I Samnites.
Expulsado de la Toscana, marchó en 1830 a Córcega y luego a Marsella, Tours y París. Gracias al influjo que ejerció sobre él el grupo de Filippo Buonarroti, que había constituido en París una "Junta de liberación italiana" (La Cecilia era su secretario), se convirtió en un colaborador cercano de Giuseppe Mazzini en la organización de la Joven Italia; colaboró asimismo en el periódico del mismo nombre desde el primer número, en el cual publicó un artículo sobre Pietro Colletta. También continuó escribiendo volúmenes de carácter histórico-político publicados inicialmente en francés, como La Repubblica partenopea (1834) y su Masaniello (1838). Finalmente, en París, La Cecilia se hizo amigo del revolucionario Carlo Lauberg, quien habría muerto poco después.
En 1847 regresó a Livorno y el 6 de enero de 1848 se convirtió en protagonista, junto con otros mazzinianos, tanto de los disturbios de los porteadores desempleados del puerto como en la participación de Guerrazzi en el intento fallido de empujar al gobierno dirigido por Cosimo Ridolfi a la guerra contra Austria, con el resultado de que ambos fueron arrestados. De vuelta en su Nápoles natal, tras lograr la concesión de la Constitución ferdinandea del 29 de enero de 1848, sus iniciativas se inscribieron en el ala más radical del movimiento liberal napolitano, luchando contra las tropas borbónicas con el calabrés Pietro Mileti durante los eventos del 15 de mayo de 1848, pero el resultado negativo lo obligó a refugiarse en Roma y, nuevamente, en Toscana. Allí, los Guerrazzi, tras la huida de Leopoldo II y la consiguiente formación del "gobierno democrático" (8 de febrero de 1849), le confirieron tareas diplomáticas.
Aún exiliado en Córcega y después en Piamonte, en 1854 estuvo en contacto con Giuseppe Garibaldi, mientras que entre 1855 y 1856 editó los periódicos La Voce del progresso e Indipendente. En 1860 regresó definitivamente a Nápoles para continuar con su actividad editorial e histórico-literaria, aunque la ambigüedad de sus últimos escritos dio lugar a la sospecha de que fue financiado por la corte borbónica exiliada.
Como hispanista, son importantes sus ocho volúmenes de traducciones en prosa de teatro clásico español (1857-1860) Teatro scelto spagnuolo antico e moderno, raccolta dei migliori drammi, commedie e tragedie... (Lope de Rueda, Fernando de Rojas, Juan de la Cueva, Jerónimo Bermúdez, Lope de Vega, Tirso de Molina, Miguel de Cervantes, Guillén de Castro, Luis Vélez de Guevara, Juan Pérez de Montalbán, Pedro Calderón de la Barca, Francisco de Rojas Zorrilla, Agustín Moreto, Juan de Matos Fragoso, Antonio Coello (El conde de Sex, aunque mal atribuido a Felipe IV), Juan Ruiz de Alarcón, Alfonso Velázquez de Velasco,  Luis Belmonte Bermúdez, Juan Bautista Diamante, Antonio de Solís, Leandro Fernández de Moratín y Manuel José Quintana), al parecer siguiendo los textos editados por Eugenio de Ochoa. También tradujo del francés Pierre Dufour la Storia della Prostituzione di tutti i popoli del mondo, dall'antichità la più remota ai tempi moderni (Turín: Perrin, 1858)

## Obras principales
- Trad. de VV. AA., Teatro scelto spagnuolo antico e moderno, raccolta dei migliori drammi, commedie e tragedie. Versione italiana di Giovanni La Cecilia, con discorsi preliminari di Angelo Brofferio, Stefano Arago y Leandro Moratin..., Torino: Sta l'Unione tipografico-editrice, 1857-1860, 8 vols.
- La Republique Parthenopeenne, episode de l'histoire de la Republique Française, Raverot, Tours, 1834.
- Della opinione pubblica in Italia, Pagnerre, París, 1846.
- Della Giovine Italia, Tip. Fabiani, Bastia, 1847.
- Masaniello, o la rivoluzione di Napoli nel 1647, 3 vols., Tip. Antonelli, Livorno 1847-1848 (ed. or. París, 1838).
- Cenno storico sugli avvenimenti di Napoli del 15 maggio, Tip. Strambi, Civitavecchia, 1848.
- Cenno storico sull'ultima rivoluzione toscana, Tip. Elvetica, Capolago, 1851.
- Giustificazioni. Ferdinando II il migliore dei re, Stamp. Reale, Napoli, 1851.
- Storie segrete delle famiglie reali o Misteri della vita intima dei Borboni di Francia, di Spagna, di Parma, di Napoli, e della famiglia Absburgo – Génova - 1859.
- Gli ultimi fatti di Milano del 6 febbraio 1853, Tip. Biancardi & C., Milán, 1853.
- Storia dell'insurrezione siciliana dei successivi avvenimenti per l'indipendenza ed unione d'Italia e delle gloriose gesta di Giuseppe Garibaldi, 4 voll., Tip. Sanvito, Milano 1860-1862.
- Memorie storico-politiche dal 1820 al 1876, 5 voll., Tip. Artero & C., Roma, 1876-1878.[2]